# Штаб Повстанської армії УНР
Штаб Повстанської армії УНР — орган, створений для управління Повстанською армією Української Народної Республіки під час Другого Зимового походу в Україну.

## Діяльність штабу
Згідно з наказом генерала Юрія Тютюнника від імені Симона Петлюри 23 жовтня 1921 року напередодні початку Другого зимового походу львівський штаб реорганізовано в Українське інформаційно-пресове бюро, а на зміну Повстансько-партизанському штабу створено Штаб Повстанської армії. Всіх старшин, рядових і урядовців, які залишились поза штабом Повстанчої армії і не увійшли у склад Бюро, вислано на попередні місця їхньої служби. Для постачання і доставки всього необхідного Повстанській армії з-за кордону призначено фінансово-закупівельну комісію під головуванням Євгена Архипенка, у складі членів: полковника Пересади і поручника Нестеровського. Всі командуючі груп і районів переходили у підлеглість Тютюнникові через штаб Повстанчої армії. Начальник Пресово-Інформаційного Бюро підпорядковувався безпосередньо начальнику штабу Повстанчої армії. Контролером Повстанської армії призначався полковник Туган-Барановський. При штабі була створена комендантська сотня, що складалася з 74 чоловік під командуванням підполковника Миколи Чижевського.
29 жовтня повстанчий штаб у складі генерала Юрія Тютюнника, полковника Юрія Отмарштейна, полковника Йосипа Добротворського, підполковника Митрофана Кузьменка те ще кількох старшин вирушив потягом зі Львова у напрямку Рівне—Костопіль—Моквин. 1 листопада у селі Кам’янка, куди поляки привезли озброєння, поблизу Костополя, що за десять кілометрів на схід від Моквина мала зібратися ціла Волинська група. Туди прибув і Тютюнник зі штабом.

## Керівництво
- Начальник Штабу — полковник Юрій Отмарштейн.
- Командувач Повстанчею Армією — генерал Юрій Тютюнник.
- Ад'ютант начальника Штабу — сотник Дмитро Герчанівський.
- Начальник розвідчого відділу — полковник Митрофан Очеретько.
- Помічник начальника розвідчого відділу — сотник Петро Ващенко.
- Керівник військового шпиталю — сотник Олександр Плітас.
- Керівник відділу постачання — урядовець Микита Хоха.
- Керівник цивільного управління  — старший лейтенант Михайло Білинський та інженер Віктор Яновський.